# ۱۹۲۰ (فیلم)
"۱۹۲۰" (انگلیسی: 1920) یک فیلم ترسناک ماوراء طبیعی هندی محصول سال ۲۰۰۸ به نویسندگی و کارگردانی ویکرام بات است. این فیلم که به زبان هندی فیلم‌برداری شده‌است، حول وقایع مربوط به یک زوج متاهل است که در سال ۱۹۲۰ میلادی در خانه‌ای ارواح زندگی می‌کنند. در این فیلم بازیگران تازه‌کار راجنیش دوگال و آدا شارما به عنوان زوج متاهل به همراه ایندرانیل سنگوپتا در نقشی ویژه بازی می‌کنند. این فیلم با الهام از فیلم ترسناک جن‌گیر محصول ۱۹۷۳، اولین قسمت از سری فیلم های سال ۱۹۲۰ است که یک موفقیت تجاری بود. دنباله‌ای به نام ۱۹۲۰: بازگشت شیطان در سال ۲۰۱۲ با نقدهای متفاوت و موفقیت تجاری منتشر شد.